# Radijalac

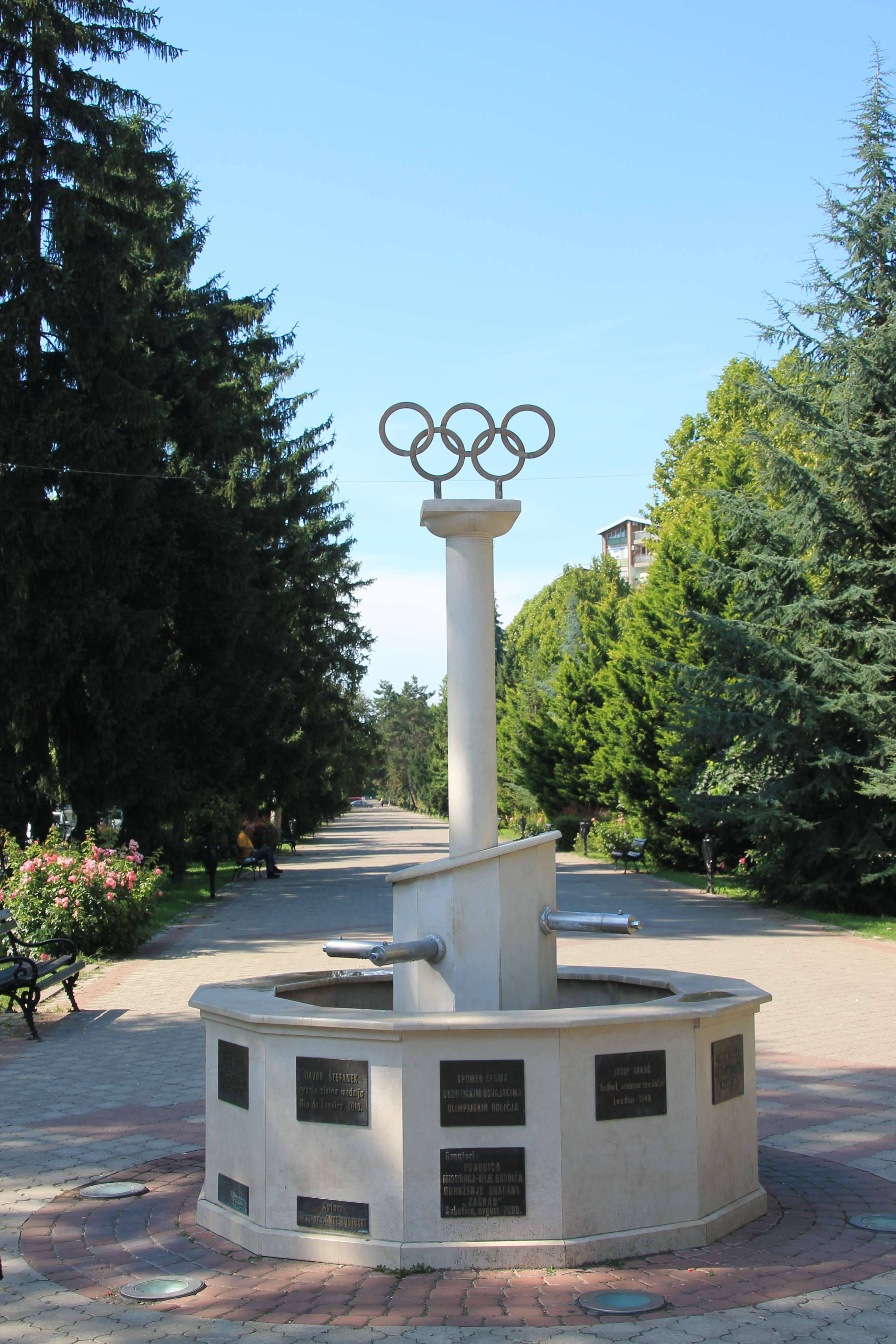
Fontána u hlavní třídy.

Radijalac je označení pro místní část města Subotica na severu Srbska. Nachází se severně od historického středu města. Tvoří ji převážně modernistické výškové obytné domy. Její hlavní osou je třída Aleja Maršala Tita, která vybíhá z náměstí Svobody směrem na sever až k parku Dudova Šuma. 
Vznik místní části, která by byla zbudována v ose širokého bulváru byl předpovězen již v roce 1910, ještě za existence starého Uherska. K realizaci nicméně došlo až po druhé světové válce. Územní plán města z roku 1952 ji definoval na mapě, výstavba byla realizována od roku 1957. Nové domy vznikaly v širokém volném pásu, který obklopovala starší zástavba; nízké budovy z 19. nebo 20. století. V roce 1962 bylo zrealizováno několik věžových domů v této lokalitě. Ve své době se jednalo o nejmodernější sídliště ve městě, byty byly přidělovány především vojákům Jugoslávské lidové armády. Až v 80. letech byly v lokalitě zbudovány restaurace, obchody a další občanská vybavenost.